# Vicomté de Louvigny
La vicomté de Louvigny est une seigneurie apparue au Moyen Âge, aux confins  du  Béarn, de la Chalosse et du Tursan.
Propriété des vicomtes de Marsan au XIIIe siècle, elle échoit à la famille d'Andoins (dont Diane, épouse en 1568 de Philibert de Gramont), puis à celle de Gramont.
Sur le plan religieux, les paroisses de la vicomté étaient placées sous la protection de l'évêché de Lescar, dans l'archidiaconé de Rivière-Luy dont le siège se trouvait à Sault-de-Navailles.
Lors de la création des départements en 1790, la quasi-totalité des communautés paroissiales qui composent cette vicomté sont annexés au département des Basses-Pyrénées.   